# 森田泰弘
森田 泰弘（もりた やすひろ、1959年4月4日 - ）は、愛知県知多市出身の野球指導者。

## 経歴
東邦高校3年時には主将として1977年夏の甲子園大会に出場し、「バンビ」の愛称で知られた1年生投手の坂本佳一を擁して準優勝。
その後は駒澤大学、本田技研鈴鹿を経て、1983年には母校・東邦高校のコーチに就任。2004年には定年退職で勇退した阪口慶三の後任として監督に就任。2019年春の選抜大会では石川昂弥らを擁し平成最後の優勝校となった。
2020年3月をもって同校を定年退職。監督退任後も東邦高校と系列校の愛知東邦大学の野球部総監督を務め、サポートに当たる。

## 人物
- 在任中の2018年秋頃に腎臓を患い、一時は入院したが、妻から腎臓提供を受け回復し、翌年春の選抜大会では優勝を果たしている[3]。